# Meta birmanica
Meta birmanica är en spindelart som beskrevs av Tamerlan Thorell 1898. Meta birmanica ingår i släktet Meta och familjen käkspindlar.
Artens utbredningsområde är Myanmar. Inga underarter finns listade i Catalogue of Life.